# Dům U Tří mouřenínů
Dům U Tří mouřenínů stojí v centru lázeňské části Karlových Varů v ulici Tržiště 377/25. Býval nazýván též Goethův dům, protože zde v rozmezí let 1806–1820 devětkrát pobýval Johann Wolfgang Goethe. Současný dům byl postaven v letech 1909–1910 ve stylu vídeňské secese.
Byl prohlášen kulturní památkou, památkově chráněn je od 3. května 1958, resp. od roku 1981, rejstř. č. ÚSKP 22592/4-4146.

## Historie

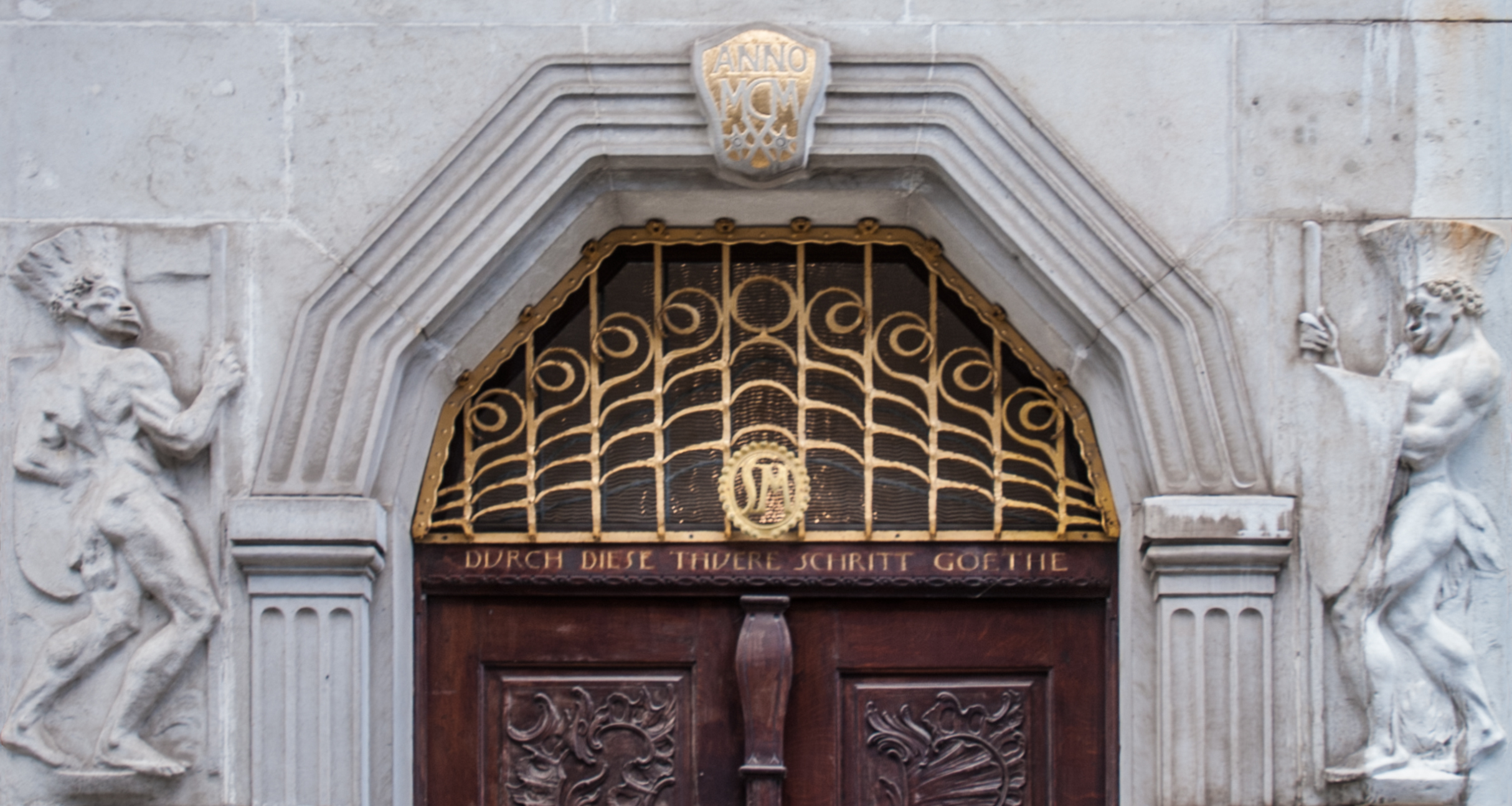
Detail původních vstupních dveří

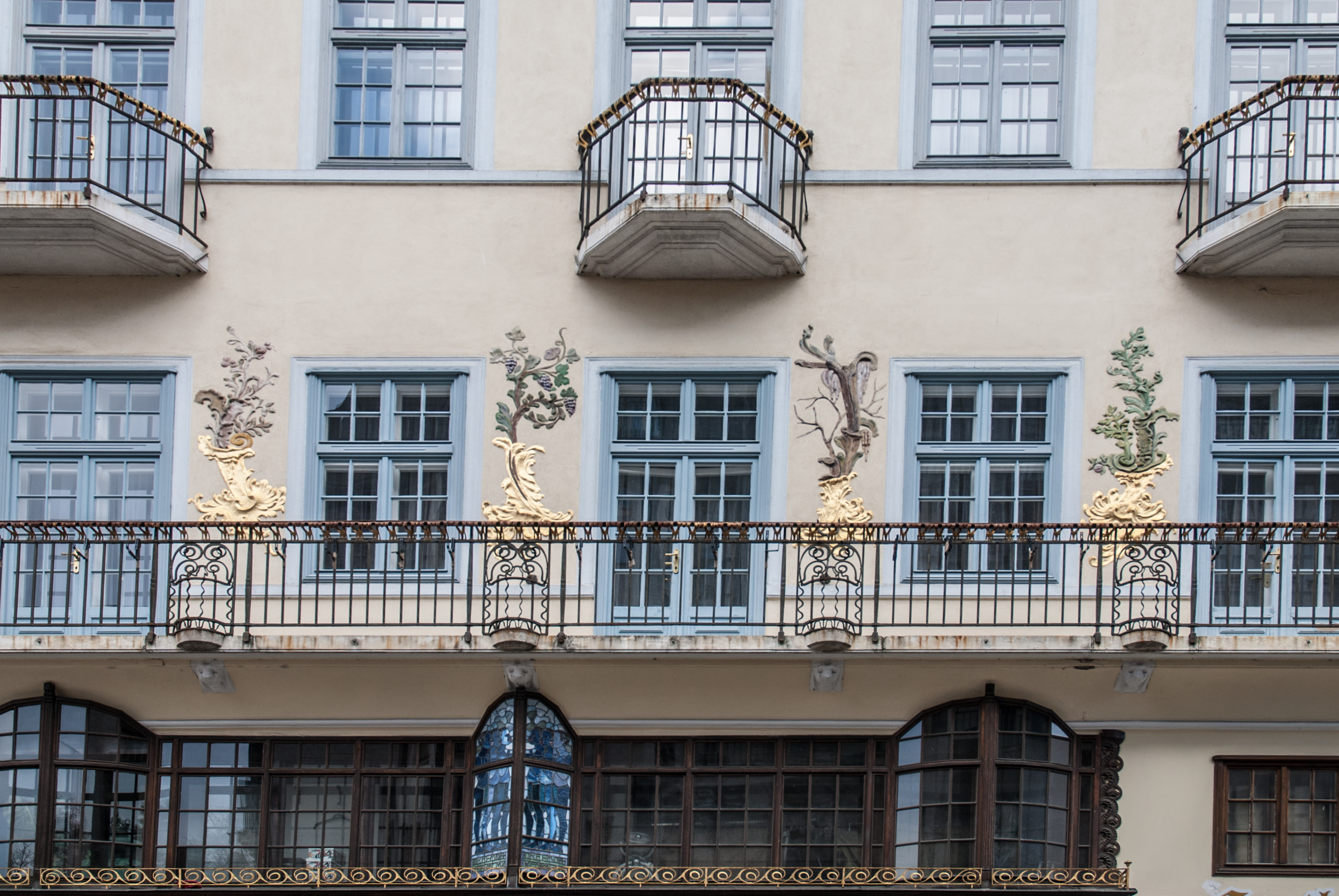
Rokokové štukové dekorace přenesené z původního domu

### Původní dům
Původní dům byl postaven v roce 1715 a od té doby nese své jméno U Tří mouřenínů (tehdy něm. Zu den Drei Mohren). Vlastníky domu byla po několik generací rodina Heilingötterova. Ta se v roce 1759 nechvalně zapsala do dějin Karlových Varů, neboť 23. května krátce po poledni způsobila svojí nedbalostí v domě požár. Ten zničil nejen dům U Tří mouřenínů, ale během následných šesti hodin i celé dvě třetiny z 224 karlovarských domů. Tehdy shořela i Zámecká věž a budova karlovarské radnice na Tržišti.

### Nový dům
Hned v letech 1759–1760 dal Josef Heilingötter postavit nový cihlový rokokový dům. Z výzdoby stojí za zmínku rokokové štukové vlysy, reliéf Objevení Vřídla Karlem IV. a malba čtyř ročních období.
Od roku 1803 byli majiteli domu cínař Bernard Heilingötter a jeho choť Lucie. Za jejich působení zde byl v roce 1806 poprvé ubytován Johann Wolfgang Goethe a do roku 1820 v tomto domě pobýval celkem devětkrát (v letech 1806, 1807, 1808, 1810, 1811, 1812, 1818, 1819 a 1820).

### Stávající dům
Novými majiteli domu se stali c. k. vrchní stavební rada Franz Stüdl z Vídně a jeho manželka Wilhemine. Ti se v roce 1899 rozhodli starý dům strhnout a na jeho místě postavit nový, prostornější. Proti jejich úmyslu se zvedl velký odpor karlovarských občanů a trvalo deset let, než manželé Stüdlovi svůj záměr prosadili. V roce 1909 byl dům zbořen.
Projekt pro novou stavbu zpracoval karlovarský architekt Karl Heller. K projektu byl přizván i architekt Friedrich Ohmann z Vídně, který v té době právě navrhoval Zámeckou kolonádu. Ohmann vypracoval návrh fasády nového domu U třech mouřenínů, kde navrhl přenesení rokokové štukové dekorace z domu původního. To částečně uklidnilo vášně veřejnosti.
Nový dům vznikl v letech 1909–1910 ve stylu vídeňské secese. Kromě již zmíněných rokokových štukových dekorací zůstaly zachovány i původní vstupní dveře s dřevořezbou. Vedle nich jsou umístěny dvě mramorové desky. První říká, že: „Těmito dveřmi vstupoval Goethe“, druhá připomíná Goethovy karlovarské pobyty. Na portálu jsou umístěny reliéfy tří mouřenínů. Portál s reliéfy je dílem Karla Hellera.
Po druhé světové válce v roce 1945 došlo v rámci vyvlastnění soukromého majetku k přejmenování domu. Po více než dvou stoletích dostal jiné jméno – Dagmar. Nový název se však neujal.
V roce 1999 prošel objekt citlivou rekonstrukcí, při které byly obnoveny i památné dveře.
V současnosti (únor 2021) je dům evidován jako objekt k bydlení ve vlastnictví společnosti Seika KV s. r. o.

## Popis
Dům stojí v centru lázeňské části Karlových Varů v ulici Tržiště 377/25.
Jedná se o původně rokokový, secesně přestavěný čtyřpatrový řadový dům. Průčelí má zalamovaný vstupní portál, po stranách s reliéfními postavami dvou mouřenínů a pamětními deskami Goethova pobytu v Karlových Varech. První patro je prosklené, uprostřed s vitráží se třemi mouřeníny na každé straně zkoseného okna. Uliční průčelí je pětiosé s velkými obdélnými okny. První patro doplňuje v celé šíři lodžie s kovaným zábradlím. Před krajními a středními okny ve druhém a třetím patře jsou menší balkóny, rovněž s kovaným zábradlím. Štuková výzdoba mezi okny prvního patra je fragmentem výzdoby přenesené (1910) z původního domu dle návrhu Ohnmannovy fasády. Nad čtvrtým patrem je mansarda, krajní dvě jsou završeny trojúhelníkovým štítem.
Během přestavby tehdy zanikl pietně uchovávaný Goethův salónek. Salóny a salónky bývaly nejprestižnějšími prostory lázeňských domů. Původní Goethův salónek v domě U Tří mouřenínů byl vytapetován ve své době módní pruhovanou tapetou.